# Francis Poulenc
Francis Poulenc, född 7 januari 1899 i Paris, död 30 januari 1963 i Paris, var en fransk tonsättare och pianist.

## Biografi
I sin ungdom tillhörde Poulenc tonsättargruppen Les Six. Hans tidiga produktion präglas av elegans och esprit. Stilistiskt har den ett visst släktskap med Ravel och Stravinskij, men musiken har också inslag av jazz och schlager. Verk av denna typ är bland annat baletten "Les Biches" från 1923 och buffaoperan Les mamelles de Tirésias (Brösten på Tiresias) från 1944, en konsert för två pianon och orkester, en trio för oboe, fagott och piano från 1926, samt pianomusik och sångcykler. Poulencs senare verk uttrycker en starkare lyrisk känsla och allvarligare stämningar, bland annat "Stabat mater" och operorna Karmelitsystrarna (Dialogue des carmélites) från 1957 och La voix humaine (Vox humana) från 1959, en 45 minuter lång monolog för sopran, text Cocteau).

## Andra berömda verk
- Messe en Sol (1937)
- Konsert för orgel, stråkar och slagverk (1938)
- Sextett för piano, flöjt, oboe, klarinett, fagott och horn (1931–1939)
- Exultate Deo (1941)
- Salve Regina (1941)
- Litanies à la Vierge Noire (1936)
- Figure Humaine
- Orgelkonsert (1934–1938)
- Quatre petits prières de Saint François d'Assise för manskör (1948)
- Flöjtsonat (1956–1957)
- Elegi för horn och piano – till minne av Dennis Brain (1957)
- Gloria (1959)
- Klarinettsonat (1959–1962)
- Oboesonat (1962)